# Imipramin
Imipramin zählt chemisch zur Klasse der Dibenzazepine und ist ein Arzneistoff aus der Gruppe der trizyklischen Antidepressiva.

## Geschichte
Imipramin war der erste moderne Arzneistoff zur Behandlung von Depressionen überhaupt und wurde zum Prototyp einer ganzen Klasse von Psychopharmaka. Er wurde unter der Marke Tofranil auf den deutschen Markt gebracht. Entwickler und Hersteller war der Schweizer Konzern Geigy (heute Novartis); die Markteinführung erfolgte 1958.
Als Antidepressivum war es eine Zufallsentdeckung. Der Psychiater Roland Kuhn wollte es im Jahre 1957 als Neuroleptikum bei Schizophreniekranken einsetzen. Bei der klinischen Erprobung stellte man fest, dass es für diesen Zweck untauglich war, jedoch gegen depressive Symptome gut wirkte. Imipramin ist strukturell ein Analogon des Promazins (verbrückt mit –CH2–CH2– statt –S–).

## Gewinnung und Darstellung
Eine zweistufige Synthese geht vom 10,11-Dihydro-5H-dibenz[b,f]azepin aus, welches zunächst mit Natriumamid deprotoniert und dann mit 3-Dimethylaminopropylchlorid umgesetzt wird.

## Indikationen
Imipramin ist für die Therapie aller Formen von depressiven Erkrankungen zugelassen, bei Pavor nocturnus und Enuresis nocturna, außerdem zur adjuvanten Therapie chronischer Schmerzen.
Eine Anwendung bei Angstzuständen und Phobien ist gängig, geschieht allerdings ohne entsprechende Zulassung und damit Off-Label, ebenso die Anwendung bei einer Retrograden Ejakulation.
Laut einer Studie von 2008 kommt es bei Patienten mit Panikstörungen, die Imipramin einnehmen und eine Kognitive Verhaltenstherapie (KVT) machen, häufiger zu Rückfällen als bei Patienten, die nur eine KVT machen.
Imipramin wird auch bei Narkolepsie zur Therapie von Kataplexien eingesetzt.

## Wirkungen
Imipramin hemmt im ZNS die Rückaufnahme von Monoaminen aus dem synaptischen Spalt in die präsynaptischen Vesikel und bewirkt so einen Konzentrationsanstieg der Neurotransmitter Serotonin und Noradrenalin im Plasma. Der bei Depressionen beobachtbare relative Mangel dieser Botenstoffe wird nun durch die erhöhte Verfügbarkeit ausgeglichen. Die so verbesserte neuronale Übertragung führt letztlich zu einer Milderung depressiver Symptome.
Imipramin greift in weitere Übertragungsprozesse im Gehirn ein und wirkt z. B. anticholinerg (als Antagonist bestimmter Acetylcholin-Wirkungen) und antihistaminisch. Es entstehen so die charakteristischen Nebenwirkungen der trizyklischen Antidepressiva. Imipramin wirkt zudem als FIASMA (funktioneller Hemmer der sauren Sphingomyelinase).
Die aktivierenden und dämpfenden Teilwirkungen halten sich in etwa die Waage. Stimmungsaufhellende Stoffe mit einer ähnlich antriebsneutralen Wirkung werden auch als Antidepressiva vom Imipramin-Typ bezeichnet – mitunter selbst solche, die nicht zu den Trizyklika gehören.
Die sedierende Wirkkomponente vermindert sich meistens im Laufe der Anwendungsdauer; der stimmungsaufhellende Effekt tritt ebenfalls erst nach einer Einnahmedauer von circa 2–3 Wochen ein.

## Darreichungsformen
Imipramin existiert als Generikum und als Originalpräparat (u. a. Tofranil®) in Form von Tabletten oder Dragees zur oralen Einnahme.

## Schwangerschaft und Stillzeit
Es gibt klare Hinweise für Risiken des menschlichen Fötus, aber der therapeutische Nutzen für die Mutter kann überwiegen. Neugeborene, deren Mütter bis zur Geburt Imipramin eingenommen hatten, zeigten in den ersten Stunden oder Tagen Symptome wie Atemstörungen, Lethargie, Koliken, Reizbarkeit, Hypotonie, Hypertonie, Zittern oder Krämpfe. Zur Vermeidung dieser Symptome sollte Imipramin – soweit vertretbar – mindestens 7 Wochen vor dem errechneten Geburtstermin abgesetzt werden. Imipramin und sein Metabolit Desmethylimipramin treten in kleinen Mengen in die Muttermilch über. Da über die klinische Relevanz für den Säugling nichts bekannt ist, sollte abgestillt oder das Medikament abgesetzt werden.

## Reaktionsbereitschaft
Es können verschwommenes Sehen, Schläfrigkeit oder andere zentralnervöse Symptome auftreten. In diesem Fall sollten die Patienten kein Motorfahrzeug lenken, keine Maschinen bedienen und keine Tätigkeiten verrichten, die ihre volle Aufmerksamkeit erfordern.

## Unerwünschte Wirkungen
Imipramin hat vorwiegend vegetative Nebenwirkungen:
- Durstgefühl, Mundtrockenheit
- Hypotonie, Tachykardie, Herzrhythmusstörungen
- Mydriasis, Akkommodationsstörungen
- Obstipation, aber auch Diarrhoe u. a. Magen-Darm-Probleme
- Miktionsstörungen bis zum Harnverhalt
- Libidoverlust, Erektile Dysfunktion (Impotenz)

Weiterhin können auftreten:
- Schwindelgefühle, Kopfschmerzen
- Unruhe, Ataxie, Tremor
- Gewichtszunahme
- Hautausschlag
- Blutbildveränderungen, z. B. Leukopenie oder Agranulozytose
- Erregungsleitungsstörungen am Herzen.

Psychische Störwirkungen sind Müdigkeit, aber auch aggressives Verhalten und Verwirrtheit (selten: pharmakogenes Delir). Imipramin kann bei Bipolaren Erkrankungen ein Umschlagen einer depressiven in eine manische Phase bewirken.

## Kritik
Ein Forscherteam aus Großbritannien und den USA kam zu dem Ergebnis, dass der Arzneistoff Imipramin (sowie Paroxetin) für Kinder und Jugendliche weder wirksam noch sicher sei.
Das oben genannte Team kam zum Ergebnis, dass das Mittel Paroxetin (sowie Imipramin) bei der Behandlung einer schweren Depression nicht wirksamer als die Gabe eines Scheinpräparates seien. Allenfalls erreiche sie bei dem Patienten einen Placebo-Effekt. Obendrein führe die Behandlung mit beiden Medikamenten zu starken Nebenwirkungen. So führe Paroxetin beispielsweise laut dem Forscherteam zu Verhaltensauffälligkeiten und Suizidneigung, Imipramin löste Herzrhythmusstörungen aus.

## Genotoxisches Potential
Im Versuch an der Drosophila führte Imipramin zu Erbgutschäden. Möglicherweise erhöht die Einnahme von Imipramin das Brustkrebsrisiko. Laut der Fachinformation von Imipramin gibt es jedoch keine Hinweise darauf, dass der Wirkstoff das Erbgut schädigt oder Krebs auslöst.

## Handelsnamen
Monopräparate
Tofranil (D, CH) sowie ein Generikum (D)